# Nazim Sadykhov
Nazim Sadykhov (azerí: Nazim Sadıxov; Moscú, 16 de mayo de 1994) es un artista marcial mixto azerbaiyano que actualmente compite en la división de peso ligero del Ultimate Fighting Championship (UFC).

## Primeros años
Nació el 16 de mayo de 1994 en la capital rusa, Moscú . Su padre lo introdujo al deporte desde muy joven para enseñarle defensa personal. Sadykhov creció en Brooklyn, Nueva York, pero mantiene una fuerte conexión con su herencia azerbaiyana, honrando su linaje y sus raíces culturales.

## Carrera de artes marciales mixtas

### Carrera temprana
Sadykhov comenzó su carrera profesional en las artes marciales mixtas (MMA) el 16 de noviembre de 2018. Tras una derrota inicial, logró una serie de victorias, incluyendo seis por nocaut y dos por sumisión. Esta actuación lo llevó a participar en el Dana White's Contender Series el 16 de agosto de 2022, donde venció por nocaut en el tercer asalto a Ahmad Hassanzada, lo que le valió un contrato con UFC.

### Ultimate Fighting Championship
En su debut en UFC, Sadykhov se enfrentó a Evan Elder el 18 de febrero de 2023 en UFC Fight Night 219. Ganó la pelea por nocaut técnico debido a una detención médica en el tercer asalto. Esta pelea le valió el premio a la Pelea de la Noche.
Sadykhov se enfrentó a Terrance McKinney el 15 de julio de 2023 en UFC on ESPN 49. Ganó la pelea con un mataleón en el segundo asalto.
Sadykhov se enfrentó a Viacheslav Borshchev el 11 de noviembre de 2023 en UFC 295. La pelea terminó en empate mayoritario. Esta pelea le valió su segundo premio a la Pelea de la Noche.
Sadykhov estaba programado para enfrentar a Chris Duncan el 13 de julio de 2024 en UFC on ESPN 59. Sin embargo, Duncan se retiró por razones desconocidas y fue reemplazado por MarQuel Mederos. Una semana después, Mederos se retiró y la pelea fue cancelada.
Sadykhov se enfrentó a Ismael Bonfim el 15 de febrero de 2025 en UFC Fight Night 251. Ganó la pelea por nocaut técnico debido a una detención médica al final del primer asalto.
Está previsto que Sadykhov se enfrente a Nikolas Motta el 21 de junio de 2025 en UFC en ABC 8.

## Campeonatos y logros
- Ultimate Fighting Championship
  - Pelea de la Noche (Dos veces) vs.Evan Elder y Viacheslav Borshchev

## Récord en artes marciales mixtas
| Récord profesional | Récord profesional | Récord profesional |
| 12 peleas          | 10 victorias       | 1 derrota          |
| ------------------ | ------------------ | ------------------ |
| Nocaut             | 7                  | 0                  |
| Sumisión           | 2                  | 1                  |
| Decisión           | 1                  | 0                  |
| Empate             | 1                  | 1                  |